# Circuit du Pas-de-Calais
Le Circuit du Pas-de-Calais (ou Tour) est une course cycliste française, organisée en deux étapes de 1932 à 1938 dans le département du Pas-de-Calais. Les étapes se déroulaient généralement entre Arras, Boulogne-sur-Mer et Calais,.
Les cyclistes qui ne figurent pas dans le tableau ci-dessous mais qui ont remporté une étape sont Jules Lengagne (2e étape en 1932), Marcel Kint, François Blin (1re et 2e étapes en 1934), Gaston Denys (it) (2e étape en 1936) et Georges Christiaens (1re étape en 1938).

## Palmarès
| Année | Vainqueur         | Deuxième         | Troisième          |
| ----- | ----------------- | ---------------- | ------------------ |
| 1932  | Julien Grujon     | Aimé Lievens     | Maurits Oplinus    |
| 1933  | Michel Catteeuw   | Rémy Verschaetse | Octaaf Verbeke     |
| 1934  | Michel Catteeuw   | Rémi Decroix     | Émile Decroix      |
| 1935  | Maurits Oplinus   | Robert Culnaert  | Boleslaw Napierala |
| 1936  | Alfons Ghesquière | Jules Coelaert   | Noël Declercq      |
| 1937  | Albert Beckaert   | Lucien Vlaemynck | Gabriel Dubois     |
| 1938  | Alfons Ghesquière | Noël Declercq    | César Marcelak     |